# Юсси (коммуна)
Юсси́ (фр. Ussy) — коммуна во Франции, находится в регионе Нижняя Нормандия. Департамент коммуны — Кальвадос. Входит в состав кантона Фалез-Север. Округ коммуны — Кан.
Код INSEE коммуны — 14720.

## Население
Население коммуны на 2010 год составляло 863 человека.
| 1962 | 1968 | 1975 | 1982 | 1990 | 1999 | 2010 |
| ---- | ---- | ---- | ---- | ---- | ---- | ---- |
| 709  | 677  | 638  | 627  | 717  | 755  | 863  |

## Экономика
В 2010 году среди 541 человека трудоспособного возраста (15—64 лет) 392 были экономически активными, 149 — неактивными (показатель активности — 72,5 %, в 1999 году было 71,1 %). Из 392 активных жителей работали 364 человека (198 мужчин и 166 женщин), безработных было 28 (15 мужчин и 13 женщин). Среди 149 неактивных 53 человека были учениками или студентами, 61 — пенсионерами, 35 были неактивными по другим причинам.